# Рясочка безкоренева
Рясочка безкоренева, вольфія безкоренева (Wolffia arrhiza) — вид квіткових рослин родини кліщинцевих (Araceae).

## Поширення
У природі вольфія безкоренева зустрічається в тропічних лісах Азії, Африки, а також в Західній і Центральній Європі, Середземномор'ї і Індії. В Україні рідкісний вид, зустрічається найчастіше у водоймах Лісостепу.
Вольфія безкоренева полюбляє стоячу воду, наприклад, маленьке озеро; в невідповідних для неї умовах не розмножується. Проточна вода для неї згубна.

## Опис
Цей вид є найменшою квітковою рослиною у світі. Рослина має вигляд крихітних еліпсоподібних листкоподібних утворень, розміри яких не перевищують 1 мм. Рясочка безкоренева, як випливає з назви, не потребує кореневої системи й мешкає на поверхні води.

## Розмноження
При сприятливих умовах вольфія дуже швидко розмножується діленням. Дочірня рослина відгалужується від батьківської та, розвинувшись, вирушає у вільне плавання. Материнська рослина після розмноження гине. Вкрай рідко можна спостерігати цвітіння вольфії безкореневої.